# Beiträge zur Kenntnis der Pilze Mitteleuropas
Beiträge zur Kenntnis der Pilze Mitteleuropas (w literaturze cytowane jako Beitr. Kenntn. Pilze Mitteleur.) – niemieckie czasopismo naukowe publikujące artykuły z zakresu mykologii. Jest to czasopismo Niemieckiego Towarzystwa Mykologicznego (Deutsche Gesellschaft für Mykologie / Arbeitsgemeinschaft Mykologie Ostwürttemberg). Artykuły publikowane są w języku niemieckim. Zdigitalizowne kopie numerów czasopisma dostępne są w Deutsche Digitale Bibliothek. 